# Bukoto
Bukoto est une commune ougandaise à la périphérie de la ville de Kampala capitale et plus grande ville de l'Ouganda.

## Géographie

### Localisation
Bukoto est située à 7 kilomètres au nord-est de Kampala. Elle est bordée par les communes de Kisaasi au nord, Nsimbiziwoome au nord-est, Ntinda à l'est, Naguru au sud-est, Kololo au sud, Kamwookya à l'ouest et Kyebando au nord-ouest. Les coordonnées de Bukoto sont 0 ° 21'04.0 "N, 32 ° 35'47.0" E (latitude : 0.351111 ; longitude : 32.596400).

### Voies de communication et transports
L'accessibilité routière de Bukoto est assurée par la voie de contournement nord de l'autoroute A109.

## Population et société

### Enseignement
Bukoto dispose de plusieurs écoles.
L'école internationale Kampala Ouganda (Kampala international school Ouganda - KISU) offrant trois sections: petite enfance de 2 à 5 ans, école primaire de 5 à 11 ans, école secondaire de 11 à 18 ans.
L'école Kampala parent's school.
L'école Trinity Primary and Preschool.

### Santé
Hôpital Victoria.
Centre international de l'hôpital pour femmes et de fertilité (Women's Hospital International & Fertility Center) - Un hôpital privé spécialisé dans les soins aux couples infertiles.
Hôpital de Kadic, établissement de santé privé de 30 lits, membre de Kadic Health Services Limited.

### Cultes

#### Église Watoto
L'église Watoto est un orphelinat et un lieu de culte affilié à l'Église pentecôtiste.

## Économie
- Pride Microfinance Limited, une institution financière de niveau III, est située à Bukoto.